# E.R.E
E.R.E（イー・アール・イー）は、プロレスリングFREEDOMSのユニットである。Empire Ruler Ends（エンパイア・ルーラー・エンズ）の略であり、「FREEDOMSという帝国の支配者たちを終わらせる」という意味で竹田誠志が命名した。リーダーは存在せず、あくまで個々の集まりである。

## 設立の経緯
2021年1月21日、FREEDOMS新木場大会の第3試合において、葛西純＆竹田誠志対藤田ミノル＆山下りなのUNCHAIN同門対決が行われ、葛西純が敗北。試合後に葛西がKOFタッグのタイトルマッチを控える藤田と山下に対し「オマエらがベルト取った暁にはおれっちと竹田、挑戦させろ」と発言したところ、竹田が「おい、いつもな、なんでもかんでも、勝手に決めてんじゃねーよ、コノヤロー！俺はプロレス生活今年で15年目。俺は俺のやりたいこと、進みたい道、勝手に進ませてもらうから」と吐き捨て退場した。
同日のメインイベント後に竹田が乱入し、UNCHAIN脱退を宣言。フリー参戦中であった佐久田、植木と結託し、新ユニットを結成した。

## 略歴

### 2021年
- 3月4日、メインイベントの竹田誠志＆佐久田俊行＆植木嵩行対杉浦透＆葛西純＆正岡大介の試合に、第3試合でマンモス佐々木を裏切ってロス・ノマダスを脱退したビオレント・ジャックが乱入。杉浦にボトムを決め、E.R.Eの勝利に加担する。その後、バックステージでE.R.Eへの加入を宣言した。

### 2022年
- 1月、竹田誠志が休業。

- 6月18日、FREEDOMS神奈川ラジアントホール大会のビオレント・ジャック＆佐久田俊行＆ドブネズミ・フッキー＆"X"対正岡大介＆葛西純＆佐々木貴＆平田智也の試合で、"X"として登場。E.R.Eへ加入した。

- 6月24日、FREEDOMS新木場大会で竹田誠志が復帰を表明し、同時にE.R.Eを脱退する。

### 2023年
- 6月9日、FREEDOMS新木場大会を最後にドリュー・パーカーがイギリスに帰国、その後プロレスラーを引退したため、事実上の脱退となる。

- 12月7日、FREEDOMS新木場大会の第4試合において、ビオレント・ジャック＆シック・ボーイ対佐々木貴＆正岡大介が行われ、ビオレント・ジャック組が勝利。試合後にビオレント・ジャックがシック・ボーイがE.R.Eに加入することを発表した。

- 12月25日、FREEDOMS後楽園大会の第3試合より、クレイジー・キングがE.R.Eに加入した。[2]

### 2024年
- 5月2日、FREEDOMS後楽園大会でドブネズミ・フッキーがマスクを脱ぎE.R.Eを脱退。
- 5月23日、FREEDOMS新木場大会でビオレント・ジャックがE.R.Eを脱退。

### 2025年
- 2月16日、FREEDOMS新木場大会で八須拳太郎がE.R.Eに加入。

## メンバー
- 佐久田俊行（結成 - ）
- 植木嵩行（結成 - ）
  - シック・ボーイ加入以降、メキシカンとタッグを組む際はマリアッジ風の衣装で「ホセ植木」を名乗る。
- 最上九
- シック・ボーイ（2023年12月7日 - ）
- クレイジー・キング（2023年12月25日 - ）
- 八須拳太郎（2025年2月16日 - ）

## 元メンバー
- 竹田誠志（結成 - 2022年6月24日 脱退）
- ドリュー・パーカー（2022年6月18日 - 2023年6月9日 事実上の脱退）
- ドブネズミ・フッキー（2022年5月27日 - 2024年5月2日 脱退）
  - 正体は「吹本賢児」。加入時はマスクを被り活動していた。
- ビオレント・ジャック（2021年3月4日 - 2024年5月23日 脱退）

## 共闘メンバー
- オルカ宇藤（2021年頃に定期参戦）

## タイトル歴
以下はE.R.Eに所属している期間内でのメンバーの獲得タイトルを列挙する。
KING of FREEDOM WORLD選手権
- 第13代、第17代：ビオレント・ジャック
- 第16代：ドリュー・パーカー

KFCタッグ王座
- 第18代：佐久田俊行&植木嵩行
- 第22代：佐久田俊行&最上九

裸足王
- 初代、第4代：植木嵩行